# دیامغناطیس
مواد ضد مغناطیس یا دیامغناطیس (به انگلیسی: Diamagnetism)، موادی هستند که در اثر اعمال یک میدان مغناطیسی خارجی در آن‌ها یک میدان مغناطیسی القایی در جهت مخالف ایجاد می‌شود و توسط میدان دفع می‌شوند. مواد پارامغناطیس برعکس این رفتار را از خود نشان می‌دهند. دیامغناطیس شدن یک خاصیت مکانیک کوانتومی است که در تمام مواد رخ می‌دهد و وقتی فقط از جنبه مغناطیس به موضوع نگاه کنیم این مواد دیامغناطیس نامیده می‌شوند و برخلاف مواد فرومگنت مغناطیس دائمی نیستند.
نفوذپذیری مغناطیسی آن‌ها کمتر از{\displaystyle \mu _{0}} می‌باشد (نفوذپذیری خلأ)؛ در نتیجه دیامغناطیس‌ها شکلی از مغناطیس هستند که تنها با یک ماده در حضور یک میدان مغناطیس خارجی به کار گرفته شده ایجاد می‌شوند. در بیشتر مواد، دیامغناطیس کاملاً یک اثر ضعیف دارد، ولی در ابر هادی‌ها (رسانایی بسیار بالا) اثر شدیدی را ایجاد می‌کند.
مواد دیامغناطیس، خطوط سرعت جریان مغناطیسی را در منحنی ایجاد می‌کند که دور از مواد می‌باشد و ابر هادی‌ها می‌توانند آن‌ها را به‌طور کامل ممانعت کنند (به جز برای یک لایه نازک در سطح).

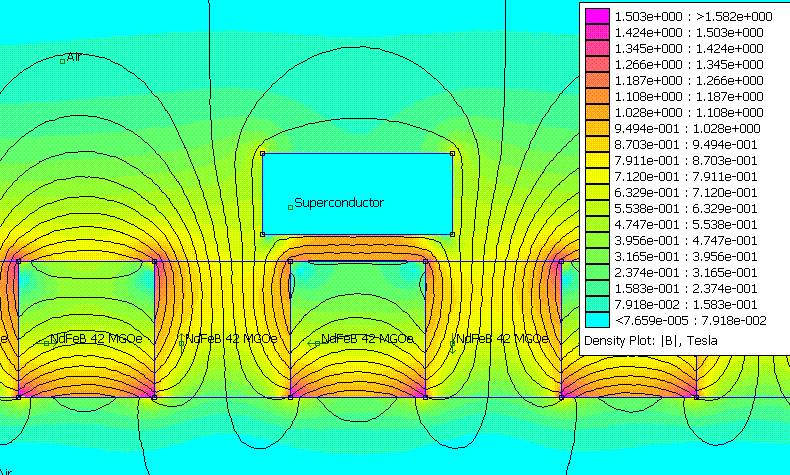
A ابررسانایی acts as an essentially perfect diamagnetic material when placed in a magnetic field and it excludes the field, and the flux lines avoid the region

## خواص دیامغناطیسی مواد
دیامغناطیس یک پدیدهٔ بسیار کلی است؛ زیرا تمام الکترونهای جفت شده، که شامل الکترونهای یک اتم می‌باشد، همیشه یک سهم ضعیفی را در واکنش مواد ایجاد خواهد کرد بنابراین، برای موادی که هر شکل دیگری از مغناطیس را نشان می‌دهند، (مثل فرومغناطیس یا پارامغناطیس) خاصیت دیامغناطیس کم‌اهمیت است. موادی که رفتار دیامغناطیسی در آن‌ها قوی‌ترین اثر مغناطیسی است، مواد دیامغناطیس یا اجسام دیامغناطیس نامیده می‌شوند. فلزاتی مثل مس، جیوه، طلا، یا بیسموت. نفوذپذیری مغناطیس مواد دیامغناطیس کمتر از ۱ است بنابراین، از میدان‌های مغناطیس دفع می‌شوند. دیامغناطیس یک خاصیت ضعیف است که تأثیرات آن در زندگی روزمره قابل دیدن نمی‌باشد. برای مثال، قابلیت مغناطیس‌پذیری دیامغناطیسی مثل آب {\displaystyle \ \chi _{v}} = −۹٫۰۵×۱۰−6 است. قوی‌ترین ماده دیامغناطیسی، بیسموت است با {\displaystyle \ \chi _{v}} = −۱٫۶۶×۱۰−4 است. پیروکربن (کربن پیرولیتیک) ممکن است یک قابلیت {\displaystyle \ \chi _{v}} = −۴٫۰۰×۱۰−۴ را در یک سطح داشته باشد. با این حال، این مقادیر به مراتب کوچک‌تر از مغناطیس‌پذیری در مواد پارامغناطیس و فرومغناطیس هستند. نفوذپذیری ممکن است برای دیامغناطیس‌های کامل و صحیح ({\displaystyle \ \chi _{v}} = −۱)بررسی شود، از این رو آن‌ها تمام میدان‌ها را از درون آن‌ها به علت تأثیر مایسنر (Meissner) بیرون نماید؛ بنابراین این اثر به علت جریانات سرگردان رخ نمی‌دهد. (مقاله نفوذپذیری را ببینید).
به علاوه، تمام رساناها زمانیکه یک تغییر میدان مغناطیسی را تجربه می‌کنند، یک دیامغناطیس مؤثر را ارائه می‌دهند . نیروی لورنتس در الکترونها، باعث می‌شود که آن‌ها در گردش اطراف جریانات سرگردان شکل گیرند. جریانات سرگردان سپس یک میدان مغناطیسی القاء شده را ایجاد می‌کند که مخالف میدان به کار گرفته شده می‌باشد.

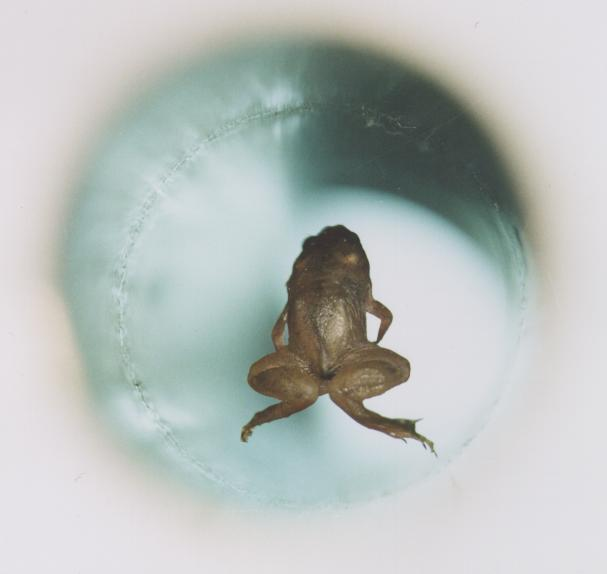
قورباغه زنده معلق‌شده درون یک حفره عمودی یک سیم‌لوله بیتر به قطر ۳۲ میلی‌متر در میدان مغناطیسی حدود ۱۶ تسلا در آزمایشگاه میدان مغناطیسی دانشگاه رادبود.

## تاریخچه
در سال ۱۷۷۸، S. J. Bergmau، اولین فرد بود مشاهده نمود که بیسموت و انتیموان توسط میدانهای مغناطیسی دفع می‌شدند؛ بنابراین، اصطلاح «دیامغناطیس» توسط مایکل فارادی در سپتامبر سال ۱۸۴۵ ابداع شد، زمانیکه فهمید که تمام مواد در طبیعت، شکل واکنش دیامغناطیسی را در یک میدان مغناطیس به کار گرفته شده را دارا هستند.

## اثبات تجربی دیامغناطیس
اثبات تجربی دیامغناطیس می‌توان از یک آهنربا و یک فلز دیامغناطیس مانند طلا استفاده نمود به این شکل که زمانی که طلا بروی یک چوب پنبه یا یونولیت به صورت عمودی برسطح مایع یا آب به صورت شناور قرار داده شود هنگامی که آهنربا به طلای شناور در سطح آب یا مایع نزدیک می‌گردد جریان گردابی دفع کننده‌ای در بین طلا و آهنربا شکل گرفته و موجب دفع طلا از آهنربا می‌گردد یا می‌توان گفت شرایط پراکندگی الکتریکی در وضعیت هم‌نام پدید می‌آید که هرگز فلزات دیامغناطیس مانند طلا حالت آهنربایی به خود نمی‌گیرند و هر زمان و هر مقدار هم فلزات دیامغناطیسی مانند طلا در کنار آهنربا باشد بعد از جداشدن طلا از آهنربا، طلا حالت آهنربایی به خود نمی‌گیرد و این یک اثبات ساده تجربی منابع و فلزات دیامغناطیس است که فلزی مانند طلا تحت اثر مغناطیس آهنربا و همچنین مغناطیس زمین قرار نمی‌گیرد.

## انحنا سطوح آب
اگر یک آهن‌ربای قوی (مثل چند آهن‌ربا) با یک لایه‌ای از آب پوشش داده شود (که در مقایسه با قطر آهن‌ربا باریک است) میدان آهن‌ربا، آب را دفع می‌کند. این عامل یک کشش ناچیز در سطح آب است که ممکن است بازتاب آن دیده شود.

## شناوری دیامغناطیس
دیامغناطیس‌ها ممکن است در تعادل ثابت در یک میدان مغناطیسی، بدون هیچ مصرف نیرو، شناور بماند. قضیهٔ Earnshaw در جلوگیری و ممانعت احتمال شناور ماندن ثابت مغناطیس، آمده‌است؛ بنابراین، قضیه Earnshaw تنها برای اشیایی با گشتاورهای مثبت به کار گرفته می‌شود. مثل فرومغناطیس‌ها (که یک گشتاور مثبت پایدار را دارند) و پارامغناطیس‌ها (که شامل یک گشتاور مثبت هستند) این‌ها یه حداکثر میدان جذب می‌شوند، که در فضای آزاد وجود ندارند. دیامغناطیس‌ها (که شامل گشتاور منفی هستند) به حداقل میدان جذب می‌شوند و می‌توانند یک میدان کمی را در فضای آزاد داشته باشند.
یک بخش نازکی از گرافیت Pyrolytic، که یک ماده دیامغناطیس قوی غیرمعمول است، می‌تواند به صورت ثابت در یک میدان مغناطیسی شناور باشد. این می‌تواند با تمام ترکیباتی در درجه حرارت اتاق انجام شود که یک شناوری بصری مؤثر از دیامغناطیس‌ها را ایجاد نماید.
دانشگاه Radboud Nijmegen در Netherland، نتایجی را اجرا نموده‌اند که در کجا آب دیگر مواد، به صورت موفق شناور بودند. یک قورباغه زنده شناور بود.
در سپتامبر ۲۰۰۹، آزمایشگاه Propulsiono Jet ناسا در Pasadena کالیفرنیا. اعلام داشت که آن‌ها در شناور نمودن موش‌ها با استفاده از آهن‌ربای مافوق مادی موفق شدند. یک مرحله مهمی بود که موش‌ها از نظر زیستی به انسانها شبیه تر از قورباغه‌ها بودند. آن‌ها امید داشتند که نتایج مطابق با تأثیرات آزمایشگاهی استخوان و ماهیچه‌ها باشد.
نتایج اخیر، رشد پروتئین‌ها را بررسی می‌کرد که منتها به روشی بود که با استفاده از آهن‌رباهای قوی بود که رشد را در چگالی زمین مقایسه شود.

## لینک‌های اضافی
- Video of a museum-style magnetic elevation train model which makes use of diamagnetism در یوتیوب
- Videos of frogs and other diamagnets levitated in a strong magnetic field بایگانی‌شده  در ۲۷ اوت ۲۰۱۳ توسط Wayback Machine
- Video of levitating pyrolytic graphite
- Video of Meissner-Ochsenfeld effect involving liquid nitrogen بایگانی‌شده  در ۴ مارس ۲۰۱۶ توسط Wayback Machine
- Video of a piece of neodymium magnet levitating between blocks of bismuth. بایگانی‌شده  در ۱۵ فوریه ۲۰۱۲ توسط Wayback Machine
  - Website about this device, with images (in Finnish). بایگانی‌شده  در ۱۵ فوریه ۲۰۱۲ توسط Wayback Machine